# Горючка (железнодорожный разъезд)
Горючка — населённый пункт (тип: железнодорожный разъезд) в Саратовском районе Саратовской области России. С апреля 2021 года входит в состав городского округа Саратова.

## География
Расположен на юго-западе Саратовского района, при бывшем разъезде Горючка железнодорожной ветки Саратов — Петров Вал.
Расстояние
до административного центра села Синенькие — 21 км,
до областного центра составляет 48 км.
Часовой пояс
Железнодорожный разъезд Горючка, как и вся Саратовская область, находится в часовой зоне МСК+1. Смещение применяемого времени относительно UTC составляет +4:00.

## История
Образована в 1942 году, во время Великой Отечественный войны, в ходе строительства Волжской рокады.
Протекающая одноимённая речушка дала название железнодорожному разъезду «Горючка».

## Население
| 2010 |
| ---- |
| 17   |

гендерный состав
На 1 января 2020 год в посёлке проживало 10 человек, по национальному составу все русские.

## Инфраструктура
На территории размещены: здание железнодорожной станции и 4 дома работников железной дороги.

## Транспорт
На разъезд можно попасть с города Саратов, сев на электричку в направлении Петрова Вала.